# Флорес Факуссе, Карлос Роберто
Карлос Роберто Флорес Факуссе (исп. Carlos Roberto Flores Facussé, родился 10 марта 1950 года) — гондурасский политик, бизнесмен, президент Гондураса в 1998—2002 годах.

## Биография
Родился 10 марта 1950. Был сыном гондурасского журналиста Оскара Флореса Миденсе и Маргариты Факуссе де Флорес. Учился в США. Там познакомился с будущей женой. После возвращения в Гондурас занялся бизнесом. Вскоре стал членом Либеральной партии Гондураса. В 1994 стал председателем Национального конгресса. На выборах 1997 года был кандидатом на пост Президента и победил кандидата от Национальной Партии. 27 января 1998 вступил в должность. 27 января 2002 срок полномочий истёк.

## Президентство
Во время его президентства на Гондурас обрушился ураган Митч, который унёс жизни многих людей и нанёс ущерб экономике Гондураса. Но международная помощь, оказанная Гондурасу помогла всё восстановить.